# بورووو (کرایوو)
بورووو (به صربی: Borovo) یک منطقهٔ مسکونی در صربستان است که در کرالیفو واقع شده‌است. بورووو ۱۷۴ نفر جمعیت دارد.